# Clematis loureiriana
Clematis loureiriana är en ranunkelväxtart som beskrevs av Dc.. Clematis loureiriana ingår i släktet klematisar, och familjen ranunkelväxter. Inga underarter finns listade i Catalogue of Life.